# 트로필륨 이온
트로필륨 이온 또는 사이클로헵타트라이엔일 양이온[C7H7]+은 방향족 탄소 양이온이다. 사이클로헵타트라이엔에서 1개의 수소음이온이 제거된 물질이다. 휘켈 규칙에 의해 6개의 파이 전자를 가져 방향족성을 띈다.

## 질량 분석기
트로필륨 이온은 질량 분석에서m/z = 91 의 신호로 나타난다. 벤질기를 가진 화합물이 양이온이 된 후 (PhCH2+), 수소를 잃고 트로필륨 이온으로 전환된다.(C7H7+).

## 같이 보기
- 트로폰